# Муллайнатан, Сендхил
Сендхил Муллайнатан (англ. Sendhil Mullainathan, род. 1973) — экономист.
Был профессором вычислительной и поведенческой науки в Школе бизнеса им. Бута в Чикагском университете, профессором экономики в Гарвардском университете, где читал курсы по машинному обучению и большим данным. В область его научных интересов входят поведенческая экономика, бедность, прикладная эконометрика, машинное обучение. В настоящее время (зима, 2021) преподает курс по искусственному интеллекту.
Совместно с профессором Эльдаром Шафиром в 2013 году опубликовал книгу «Нужда: иметь слишком мало может значить очень много», регулярно пишет для «Нью-Йорк Таймс». Его статьи были опубликованы в крупнейших научных журналах, среди которых Quarterly Journal of Economics, Science, American Economic Review, Psychological Science, The British Medical Journal и Management Science. В своих статьях изучает такие социальные проблемы, как дискриминация, коррупция и бедность.

## Биография

### Образование
В 1993 году закончил с отличием бакалавриат в области компьютерных наук, экономики и математики в Корнеллском университете, в 1998 году получил степень доктора экономики (PhD in Economics) в Гарвардском университете, защитив диссертацию по теме: «Очерки прикладной микроэкономики».

### Профессиональная деятельность
С 1998 года работал на факультете экономики Массачусетского технологического института, достигнув в 2002 году звания доцента (Assistant Professor). После ухода из MIT в 2004 году работал в Гарвардском университете до 2018 года в должности профессора экономики (Professor of Economics). С 2018 года и по наши дни работает в Чикагском университете.
Муллайнатан стал сооснователем некоммерческой организации ideas42, которая применяет поведенческую науку для решения социальных проблем. Он является одним из создателей Лаборатории действий по борьбе с бедностью имени Абдула Латифа Джамиля, научным сотрудником Национального бюро экономических исследований, входит в состав совета директоров благотворительной организации Фонд Макартуров, является членом Американской академии искусств и наук и внештатным журналистом New York Times.
Муллаинатан провел целый ряд исследований в области поведенческой экономики: влияние бедности на умственные способности; использование фиктивных резюме для измерения дискриминации; чрезмерна ли зарплата генерального директора; демонстрация того, что более высокие налоги на сигареты делают курильщиков счастливее; моделирование того, как конкуренция влияет на предвзятость СМИ. Его последние исследования сосредоточены на использовании методов машинного обучения и анализа данных для лучшего понимания человеческого поведения.
Его соавторами были Эстер Дуфло — лауреат премии Шведского национального банка по экономическим наукам памяти Альфреда Нобеля 2019 году «за экспериментальный подход к борьбе с глобальной бедностью», Марианна Бертран — профессор Школы бизнеса им. Бута Чикагского университета.

### Хобби
Увлекается баскетболом, настольными играми и ремонтом эспрессо-машин.

## Научные достижения и награды
Стал лауреатом премии МакАртура в 29 лет, был назван «Глобальным молодым лидером» Всемирным экономическим форумом, вошел в рейтинг «Топ-100 мыслителей» по версии журнала Foreign Policy Magazine, включен в «Список умных: 50 человек, которые изменят мир» (Wired).

## Избранная библиография

### Книги
- Mullainathan, S., & Shafir, E. (2013). Scarcity: Why having too little means so much. Macmillan.
- Congdon, W. J., Kling, J. R., & Mullainathan, S. (2011). Policy and Choice: Public Finance through the Lens of Behavioral Economics. Washington, DC: Brookings Institution Press.

### Статьи
- Kleinberg, J., Ludwig, J., Mullainathan, S., & Sunstein, C. R. (2018). Discrimination in the Age of Algorithms. Journal of Legal Studies.
- Shah, A. K., Zhao, J., Mullainathan, S., & Shafir, E. (2018). Money in the Mental Lives of the Poor. Social Cognition, 36(1), 4-19.
- Datta, S., & Mullainathan, S. (2014). Behavioral Design: A New Approach to Development Policy. Review of Income and Wealth, 60(1), 7-35.
- Mani, A., Mullainathan, S., Shafir, E., & Zhao, J. (2013). Poverty Impedes Cognitive Function. Science, 341(6149), 976—980.
- Bertrand, M., Duflo, E., & Mullainathan, S. (2004). How Much Should We Trust Difference-in-Difference Estimates? The Quarterly Journal of Economics, 119(1), 249—275.
- Bertrand, M., & Mullainathan, S. (2004). Are Emily and Greg More Employable than Lakisha and Jamal? A Field Experiment on Labor Market Discrimination. American Economic Review, 94(4), 991—1013.
- Bertrand, M., & Mullainathan, S. (2003). "Enjoying the Quiet Life? Corporate Governance and Managerial Preferences. Journal of Political Economy, 111(5), 1043—1075.